# Stuart Rachels
Stuart Rachels (Birmingham, Alabama, 26 settembre 1969) è uno scacchista statunitense.
Si laureò in filosofia nel 1991 alla Emory University di Atlanta, e in filosofia e politica nel 1993 alla Università di Oxford. 
Nel 1981 divenne, all'età di 11 anni e 10 mesi, il più giovane Maestro USCF della storia americana, superando il record precedente di Joel Benjamin. 
Nel 1988 vinse il campionato juniores americano ad inviti (U.S. Closed Junior Championship).  
Nel 1989 vinse il Campionato degli Stati Uniti, alla pari con Roman Dzindzichashvili e Yasser Seirawan. Dopo questo risultato ottenne il titolo di Maestro Internazionale
Si ritirò dal gioco attivo nel 1993. Nel 1999 divenne professore associato di filosofia all'Università dell'Alabama. 